# Clodion le Chevelu
Pour les articles homonymes, voir Clodion.
Vous lisez un « bon article » labellisé en 2013.
Clodion dit « le Chevelu », appelé dans les sources primaires Cloio ou Chlogio, né vers 390 et mort vers 450, est un chef des Francs saliens, l’un des peuples germaniques qui constituent la ligue des Francs. Il est essentiellement connu pour être le plus ancien roi de la dynastie des Mérovingiens dont l’existence soit certaine. Clodion n’est connu que par deux brèves mentions, ce qui rend difficile l’établissement d’une biographie par les historiens.
Vers le milieu du Ve siècle, Clodion pénètre avec son armée en territoire romain et s’empare du Cambrésis et de l’Artois méridional. Il fonde ainsi un petit royaume franc dont héritera son descendant Clovis Ier et qui sera l’embryon du futur royaume de France.

## Contexte

### Les sources
Clodion est connu uniquement par deux sources d'époque, le Panégyrique de Majorien de Sidoine Apollinaire en 458 et l’Histoire des Francs de Grégoire de Tours en 592 :

« Quand il [Majorien] défendit Tours qui redoutait la guerre, tu [Aetius] n'étais pas là : peu de temps après, vous combattiez ensemble dans les plaines ouvertes de l'Artois, que le Franc Clodion (Cloio) avait envahies. Il est en ces lieux un carrefour où les routes aboutissent à un étroit chemin ; la chaussée resserrée, placée sur pilotis, traverse au bout d'une longue distance le bourg d'Helena dominé par l'arche d'un pont et en même temps un cours d'eau. C'est là-bas que tu avais pris position et Majorien à cheval combattait au pied même du pont. Par hasard, sur une colline proche de la rive, on célébrait bruyamment un mariage barbare et au milieu des danses nordiques la nouvelle épousée était unie à un mari aussi blond qu'elle. Majorien, dit-on, leur fit mordre la poussière ; son casque résonnait sous les coups et sa cuirasse, opposant ses écailles au choc des lances, détournait de lui la blessure, jusqu'au moment où l'ennemi battu tourna le dos. »

— Sidoine Apollinaire, Panégyrique de Majorien, 458 - traduction d'André Loyen.

« On rapporte également que Clodion, qui était alors un homme capable et très noble dans sa nation, a été roi des Francs ; il habitait dans la forteresse de Dispargum, qui est dans le territoire des Thuringiens. Dans ces contrées, mais au midi les Romains habitaient jusqu'au fleuve de la Loire. Au-delà de la Loire les Goths dominaient. Les Burgondes qui suivaient aussi la secte d'Arius habitaient de l'autre côté du Rhône qui coule près de la cité de Lyon. Quant à Clodion (Chlogio), il envoya des éclaireurs dans la ville de Cambrai, et quand tout fut exploré, lui-même les suivit ; il écrasa les Romains et s'empara de la cité où il ne résida que peu de temps, puis il occupa le pays jusqu'au fleuve de la Somme. Certains prétendent que de sa lignée est sorti le roi Mérovée, de qui Childéric fut le fils. »

— Grégoire de Tours, Histoire des Francs, livre II, IX, 592 - traduction Robert Latouche.

### Les Francs saliens et l'Empire romain au début duVesiècle

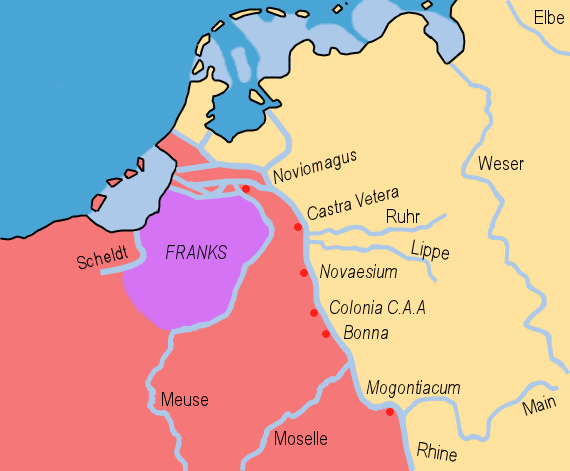
Fœdus des Francs en Toxandrie (entre la Meuse et l'Escaut) en 358.

Avant l'avènement de Clodion, depuis 342 les Francs saliens sont installés comme fédérés à l'intérieur de l'Empire romain, dans le Nord de la Gaule, en Toxandrie, entre les marais mosans, au nord de l'actuelle Maastricht, et la forêt Charbonnière. Depuis le 17 janvier 395, l'Empire romain est divisé en deux parties : l'Empire d'Orient et l'Empire d'Occident. À partir de 407, plusieurs peuples germaniques pénètrent en Gaule et s'y installent. Les Wisigoths fondent un royaume en Aquitaine, les Alains (peuple non germanique) prennent leurs quartiers près d'Orléans, les Burgondes et les Alamans s'établissent le long du Rhin. Durant le règne de Clodion, c'est Valentinien III qui dirige la partie occidentale de l'Empire romain.

## Étymologie
Selon l'historien Etienne Renard, Cloio ou Chlogio viendrait du germanique hluda et signifierait « réputé ou illustre ». Cette graphie exclut que son nom ait pour base le nom romain Claude. De manière générale, le radical hlod est très présent dans la généalogie des Mérovingiens, on le retrouve dans Clovis (Chlodovecus), ce qui indique une parenté certaine avec Clodion mais aussi dans Clodobert, Clodomir, Clodovald, Clodoswinthe, Clotaire et Clotilde,.

## Biographie

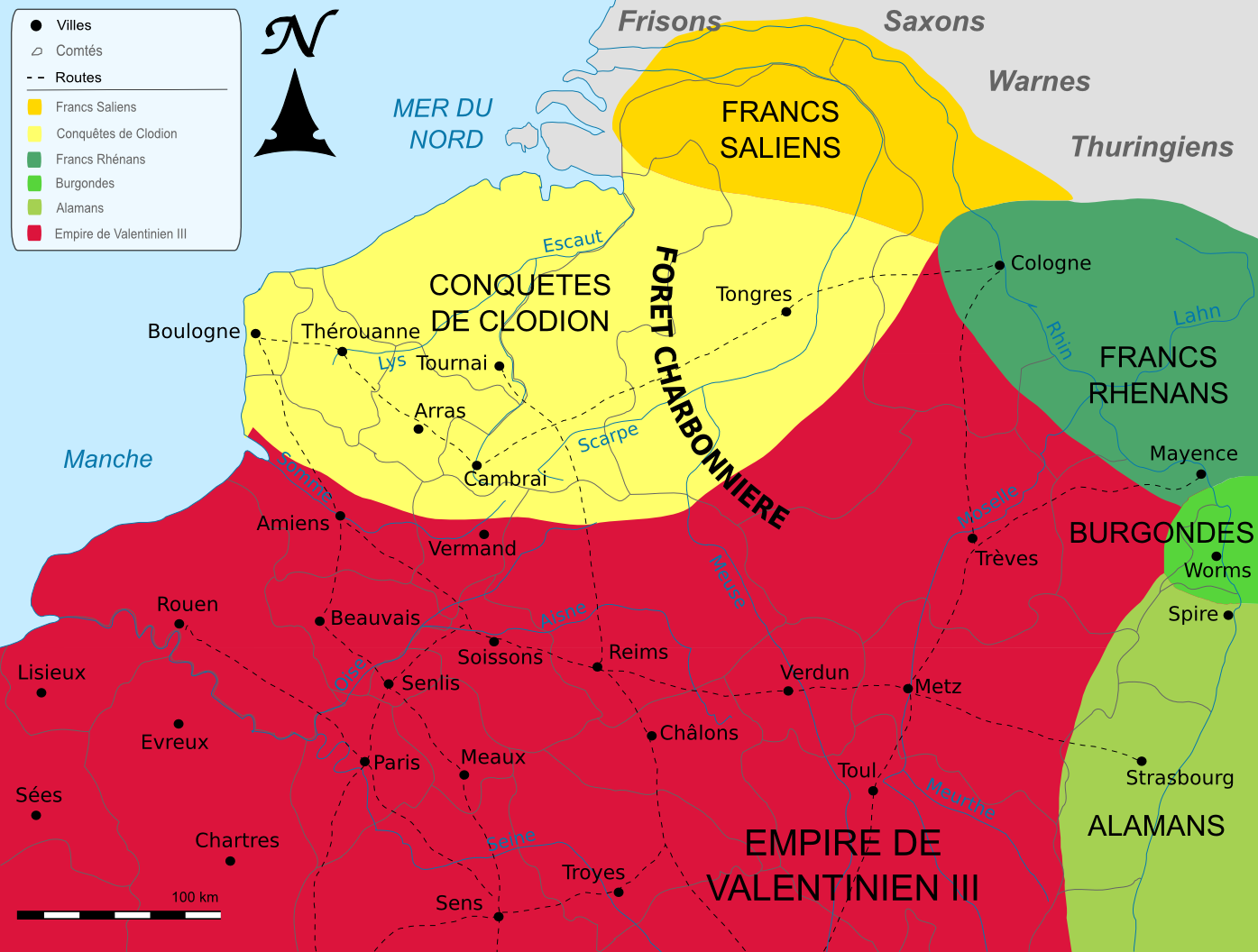
Les conquêtes de Clodion (limites approximatives).

Clodion commence à régner vers 428,. Il succède peut-être au roi des Francs Théodomir, sans que l'on sache s'il y a des années d'interrègne entre les deux rois,. Il dirige le peuple des Francs saliens depuis sa capitale, la forteresse de Dispargum, située à l'est du Rhin.
Vers 432-435, Clodion apprend que les villes de la province romaine de Belgique seconde sont sans défense. En effet, Aetius le général romain chargé de la défense de la Gaule a prélevé beaucoup de soldats de ces territoires pour combattre tour à tour les Burgondes, les Alains, les Francs rhénans, les révoltes antifiscales et les Wisigoths. Clodion décide donc de monter une expédition et mobilise toute son armée. Traversant la forêt Charbonnière, les Francs s'emparent de Tournai, emportent Cambrai et Arras au premier assaut et réduisent tout le pays des environs jusqu'à la Somme,. En fait, plus que des pillages faciles, Clodion cherche à conférer à son autorité de roi guerrier une assise territoriale, qu'il veut voir s'étendre sur le riche territoire entre le Rhin, la Somme, la Meuse et la mer du Nord. L'occupation perdure quelques années sans qu'Aetius tente d'y mettre fin. Le général romain a en effet beaucoup à faire ailleurs.
Vers 445-448, Clodion, qui célèbre les noces d'un membre important de son armée au bourg d'Helena près d'Arras,, est attaqué par le général Aetius et son lieutenant Majorien. Le général veut remettre au pas les Francs saliens qui ont annexé des territoires sans son autorisation,. Clodion, qui n'est pas préparé à l'affrontement, est contraint de fuir. Cependant, Aetius est conscient qu'il n'a pas les moyens militaires pour occuper à nouveau le territoire. Il préfère donc renégocier avec Clodion le fœdus, le traité d'alliance de 342 qui fait des Francs saliens des fédérés combattant pour Rome. Il les autorise à s'installer dans l'Empire, en l'occurrence sur les territoires qu'ils ont déjà conquis à Tournai et leur laisse peut-être aussi les territoires d'Arras et de Cambrai,. Clodion reçoit d’ailleurs cette dernière ville comme capitale,. Il s'agit là des origines du futur royaume franc de Clovis Ier.
Après plus d'une vingtaine d'années de règne, Clodion meurt peu avant l'an 451. Selon la coutume franque, son royaume est divisé entre ses fils. L'aîné, sans doute Mérovée, obtient la ville de Tournai et sa région. Un second héritier a peut-être obtenu Cambrai et un troisième Tongres.

## Débats historiographiques
Plusieurs éléments de la biographie de Clodion restent obscurs. Certains autres sont encore discutés par les historiens. Sont notamment controversés son lieu d'origine, sa généalogie, ses sources historiques et son surnom.

### Dispargum
La seule information que donne Grégoire de Tours pour situer Dispargum est que, à son époque (seconde moitié du VIe siècle), cette forteresse est située dans un territoire occupé par les Thuringiens. Malheureusement ni Grégoire de Tours ni son contemporain le poète Venance Fortunat n'indiquent les limites de la Thuringe au VIe siècle.
En 1893, l'historien Godefroid Kurth refuse de chercher la localisation de Dispargum. Il rappelle d'ailleurs que ce lieu peut être légendaire. En 1896, Kurth est plus affirmatif. Il indique que « tout porte à croire que cette localité n'a existé que dans la poésie ». En 1979, l'historienne Émilienne Demougeot n'identifie pas formellement Dispargum, se contentant de le situer aux confins de la Belgique et de la Hollande. En 1988, l'écrivain Georges Bordonove indique que la ville n'est toujours pas identifiée.
En 1720, Louis-Sébastien Le Nain de Tillemont affirme qu'il faut voir le village de Duisburg, près de Bruxelles comme étant le Dispargum de Clodion. Cette identification est reprise notamment par les historiens Pierre Riché et Patrick Périn en 1996. Toujours en 1996, Michel Rouche hésite entre l'identification à Duisburg en Belgique et Duisbourg en Allemagne. En 2014, l'historien Etienne Renard penche pour Duisburg.
Cependant, en 1999, en note de sa traduction de l' Histoire des Francs de Grégoire de Tours, Robert Latouche indique que Dispargum « n'est pas identifiée certainement ». Il rappelle que les « identifications qui ont été proposées - Duisburg en Belgique, Duisbourg en Allemagne - sont conjecturales ».

### Généalogie
L'historien Godefroid Kurth déclare en 1893 que « Clodion est le plus ancien roi que les chants populaires des Francs saliens aient fait connaître à Grégoire de Tours ». Cette donnée est ensuite largement acceptée par les historiens ultérieurs. En revanche, le nom de sa reine et le nombre de ses enfants sont inconnus. Malgré cela, plusieurs historiens et généalogistes ont élaboré des hypothèses sur la parenté de Clodion en se basant sur des témoignages anciens ou en falsifiant certains éléments.

#### Hypothèses généalogiques
Théodomir, Mérovée et Clodovald sont des personnages historiques qui sont souvent rattachés à Clodion par des généalogistes.
En 660, La Chronique de Frédégaire indique que le roi Théodomir a eu pour successeur son fils Clodion. Cette filiation entre Théodomir et Clodion est considérée par les historiens comme une interpolation faite par Frédégaire à partir du texte de Grégoire de Tours,,.
Grégoire de Tours écrit dans son Histoire des Francs que « certains prétendent que de sa lignée [celle de Clodion] est sorti le roi Mérovée ». À partir de ce passage, l'historien Godefroid Kurth affirme que Mérovée est donc le fils de Clodion. Il est suivi dans cette hypothèse par plusieurs historiens. Cependant, certains autres comme Pierre Riché et Patrick Périn sont plus circonspects et disent seulement que Mérovée « fut peut-être le fils de Clodion » ou son neveu.
Deux généalogies du VIIIe siècle donnent également pour fils de Clodion, un certain Clodovald. Ces généalogies remplies d'erreurs ne sont généralement pas retenues par la plupart des historiens contemporains, notamment par Godefroid Kurth,. Cependant, le fait qu'elles sont indépendantes l'une de l'autre et qu'elles citent toutes deux Clodovald (Ghlodobedus et Chlodebaudus) poussent certains généalogistes à admettre son historicité,. Les historiens ne savent en revanche rien d'autre sur ce Clodovald, si ce n'est qu'il porte le même nom qu'un autre mérovingien, Clodovald plus connu sous le nom de saint Cloud. En 2014, l'historien Etienne Renard propose de voir en Clodovald, le fils unique de Clodion. Il l'aurait uni à la petite-fille de Mérovée. De leur union serait né le futur roi Chilpéric.

#### Falsifications
Au fil des siècles, le manque d’information généalogique sur la famille de Clodion se voit comblé arbitrairement. Ainsi, au VIIIe siècle, l’auteur anonyme du Liber historiæ Francorum donne pour père de Clodion, le mythique Faramund. Au XIVe siècle, c'est Jacques de Guyse dans son Histoire du Hainaut qui indique que Clodion est le père du personnage légendaire Aubéron. Plus tard, au XVIIe siècle le poète Jean Desmarets de Saint-Sorlin attribue à Clodion dans un de ses ouvrages, une femme du nom d’Ildegonde. Enfin au XIXe siècle, Alexandre Lenoir, dans son livre Musée des monuments français, indique que la mère de Clodion se nomme Argote.

### Sources
L'écrivain Sidoine Apollinaire (430-486) est un contemporain de Clodion, ce qui n'est pas le cas de l'évêque Grégoire de Tours (539-594). Selon l'historien belge Godefroid Kurth dans son Histoire Poétique des Mérovingiens, la source de l'évêque de Tours serait un chant populaire. L'historien avance qu'il « existait donc, au temps de Grégoire de Tours, […] un chant populaire sur la prise de la Gaule belgique par les Francs de Clodion. Et notre narrateur [Grégoire], fidèle à son procédé, a extrait de ce document la seule chose qu'il considérât comme historique ».

### Surnom
Le surnom « le Chevelu » vient de cette phrase de Grégoire de Tours à propos des premiers rois Francs : « [Les Francs] auraient créé au-dessus d'eux dans chaque pays et chaque cité des rois chevelus appartenant à la première et, pour ainsi dire, à la plus noble famille de leur race ». Clodion serait ainsi le roi chevelu de la forteresse de Dispargum. Ce surnom est utilisé au moins depuis 1616.
Cette coutume de différencier les hommes avec leur chevelure abondante ou non est répandue chez les Germains. Les Wisigoths la réservaient aux hommes libres, et les Vandales Hasdings l’avaient réservé à la famille royale, tout comme les Mérovingiens.

## Clodion ancêtre des dynasties royales: un symbole légitimant

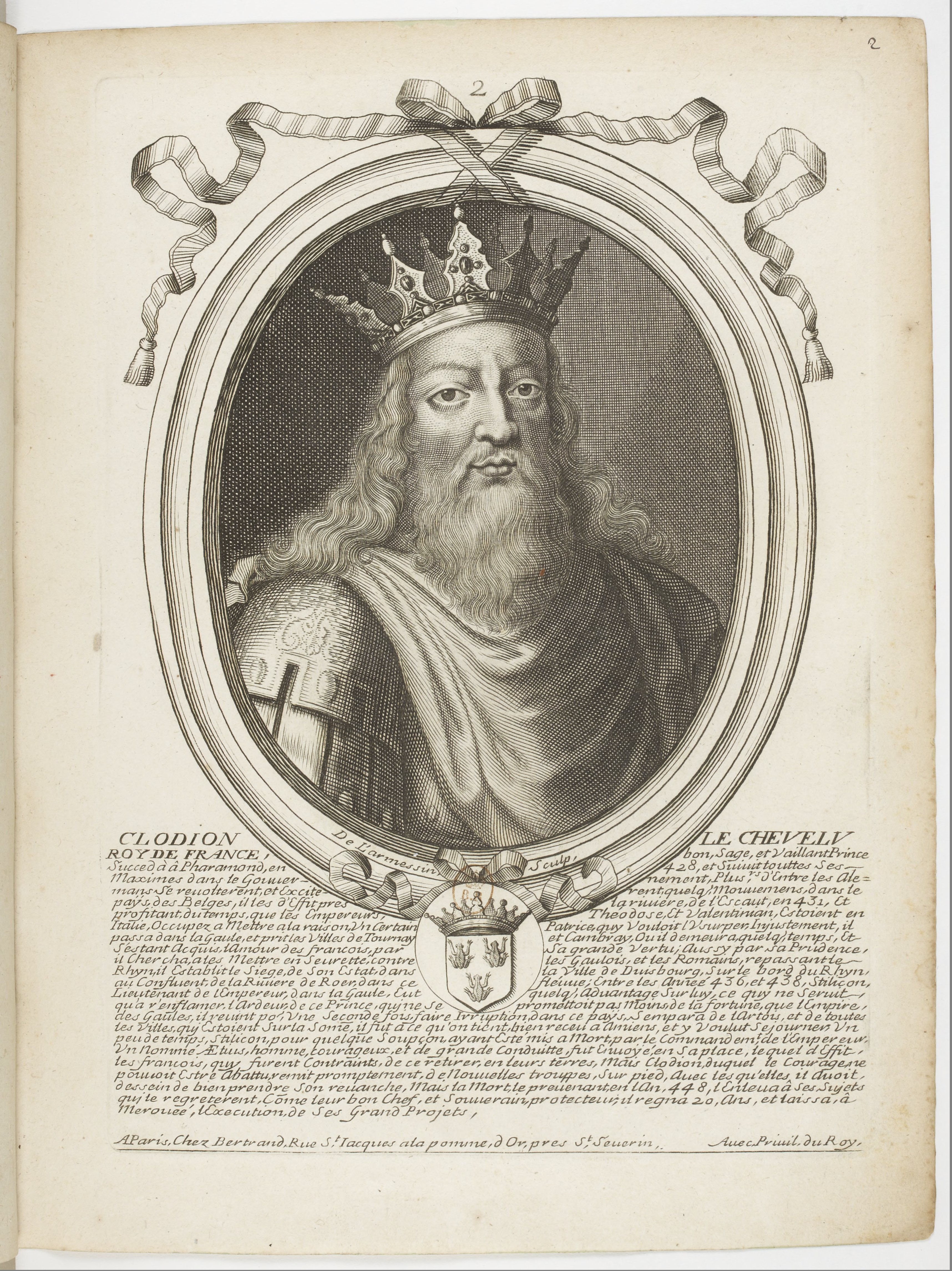
Estampe du roi Clodion réalisée en 1690 par Nicolas II de Larmessin.

Clodion n’est pas le roi des origines le plus important dans le processus de légitimation de la dynastie mérovingienne, comme le montre l’interprétation symbolique d’une légende concernant la naissance de Mérovée. Grégoire de Tours n'a pas voulu la reprendre, soit car elle était trop problématique, mais plus sûrement à cause de son caractère païen,. Au VIIe siècle, la Chronique de Frédégaire, en donne une version. L'historien Godefroid Kurth la résume ainsi : « Un jour que la reine, femme de Clodion, se baignait dans la mer, un dieu s'unit à elle, et de cette union naquit Mérovée, le héros éponyme de la dynastie franque. » Le dieu en question est une bête de Neptune (Bistea Neptuni), un Quinotaure, un dieu fluvial anguipède à cinq cornes. Sur le plan purement factuel, cette légende donne d'ailleurs un élément que Grégoire de Tours n'indique pas : Mérovée aurait pour mère la femme de Clodion.
Cette hiérogamie est fondatrice de la légitimité mérovingienne, et fait de Mérovée le premier élément d’une triade de fonctions dumézilienne. Son père étant un taureau venu de la mer, Mérovée assume par ce double symbole la fonction de fertilité, Childéric assumant la fonction de la violence et Clovis la fonction sacrée. Cette légitimation symbolique et sacrée écarte donc le roi Clodion (c’est son fils qui donne son nom à la dynastie). Malgré toutes les difficultés des Mérovingiens, la force de ce symbole garantit aux Mérovingiens que les rois seront toujours choisis dans leur famille (même si elle ne garantit pas à un roi en particulier de rester sur le trône, un remplaçant pouvant être trouvé dans sa famille).
Mais, près d’un millénaire plus tard, le souvenir de Clodion s’étant transmis, il est considéré comme un des fondateurs de la monarchie franque et des dynasties qui lui succèdent. Cinquante-huit statues des rois de France ornent la salle d’apparat du palais que Philippe le Bel se fait construire sur l’île de la Cité au début du XIVe siècle, dont celle de Clodion. Le but de Philippe le Bel est de renforcer sa légitimité, à la fois en faisant remonter la monarchie au-delà de l’élection de Clovis, et en rappelant que les trois « races » (Mérovingiens, Carolingiens et Capétiens) n’en formaient plus qu’une dont les sangs s’étaient mélangés.
Clodion demeure un symbole légitimant jusqu’à la fin de la monarchie en France. Encore sous Louis XIV, on faisait des Francs les fondateurs de la noblesse, par le droit du conquérant. Lorsqu'en 1713 l’abbé Gabriel Daniel met en doute l’existence de Faramund, Clodion et Mérovée dans son Histoire de France depuis l’établissement de la monarchie française dans les Gaules, on lui reproche de porter atteinte à la majesté de la monarchie,.